# Henok Goitom
Henok Goitom est un ancien footballeur suédo-érythréen né le 22 septembre 1984 à Solna, qui évoluait au poste d'attaquant.

## Biographie
Son prénom est inspiré de celui d'un patriarche biblique, Hénok.

## Palmarès
- Champion de Suède avec son club actuel l'AIK lors de la saison 2018 d'Allsvenskan.